# マルエツ
株式会社マルエツ（英: The Maruetsu,Inc.）は、東京都豊島区に本社を置き、関東地方でスーパーマーケットチェーンを展開する企業である。店舗の大半は首都圏1都3県（東京都・神奈川県・埼玉県・千葉県）に集中し、一部茨城県・栃木県にも出店する。
食品スーパー「マルエツ」、都市型小型店「マルエツ プチ（Maruetsu Petit）」、高級スーパー「リンコス（LINCOS）」の屋号・業態でスーパーマーケットを展開する。ダイエーグループを経てイオングループに属する。
2015年（平成27年）3月2日、イオングループの食品スーパーであるカスミやマックスバリュ関東と共にユナイテッド・スーパーマーケット・ホールディングス株式会社を設立し、その傘下に入った。

## 歴史

### 創業から多店舗展開へ
1945年（昭和20年）10月に埼玉県浦和市（現：さいたま市）北浦和で高橋悦造が「魚悦商店」として魚の販売を行ったのが始まりである。
1952年（昭和27年）6月16日 に鮮魚・乾物・食料品の販売を目的として「有限会社魚悦商店」を設立して法人化し、1959年（昭和34年）9月に「有限会社丸悦ストアー」に商号を変更した。
1965年（昭和40年）4月には 2号店で セルフサービスの食品スーパー1号店となる「大宮店」を開設して現在の主力事業に進出し、同年8月には日用品・雑貨・洋品雑貨の販売等を事業目的に追加した。
1970年（昭和45年）4月に東京都足立区に「西新井店」を開設して東京都に進出し、同年12月には資本金4,800万円で株式会社化、「株式会社丸悦ストアー」に商号を変更した。
1974年（昭和49年）2月には「（旧）株式会社マルエツ」に商号変更して本社を埼玉県蕨市に移転し、同年11月には田島店（浦和市四谷1-5-6、2005年5月29日閉店）2階に初の衣料品売場を開設して衣料品販売を開始した。
1975年（昭和50年）2月には不動産業の「高橋興業」を吸収合併するなど会社組織を整備した。また同年2月には、事業目的に衣料品・医薬品の販売等を追加すると共に、同年12月には埼玉県大宮市に「大宮物流センター」を開設して流通体制を整備した。
1976年（昭和51年）4月には株式額面変更目的の合併として「マルエツ商事株式会社」が「（旧）株式会社マルエツ」を吸収合併し「（新）株式会社マルエツ」に商号変更、1977年（昭和52年）2月に東京証券取引所市場第2部へ上場した。
1978年（昭和53年）1月には、千葉県東葛地区に本拠を置いていた食品スーパーの株式会社プリマートを吸収合併、千葉県進出の足掛かりを得た。これにより、マルエツは首都圏で100店舗を超えるスーパーマーケットチェーンとなった。

### ダイエーグループとの提携
マルエツは首都圏における有力食品スーパーとなっていたことから、マルエツと提携することが大手スーパーの首都圏攻略のカギを握るとされていた。そうした中で、1980年（昭和55年）3月に西友ストアーとの全面提携が報道された。
しかしその後、創業家の高橋家の中で意見の相違があったことを利用してダイエーが逆転し、翌1981年（昭和56年）2月4日にはダイエーグループの株式会社サンコーを吸収合併する契約に調印。同年7月31日にサンコーを吸収合併し、マルエツはダイエーグループ入りした。
この合併時点で、1都3県をカバーする首都圏最大の145店舗を展開するスーパーマーケットチェーンとなると共に、本社を東京都新宿区へ移転した。合併発表直後の1981年（昭和56年）2月末時点で、マルエツの110店舗に対しサンコーは31店舗と大きく下回っており、マルエツの社名が引き続き使用されることになった。またダイエーのサンコーへの出資比率は約29%であったため、合併後のマルエツへのダイエーの出資比率も大きくなかった。
そのため、創業者の高橋一族による支配が続き、物流も従来からのマルエツのものを引き続き使用して、サンコー側の店舗と2本立てでの配送を続けた。
また、この合併と同年の1981年（昭和56年）には同業の「サンデーマート」を傘下に入れ、グループ化している。サンデーマートの店舗はのち2010年に「マルエツ」に店名統一された。

### 株式買い占めを受けダイエー色が強化
しかし、その後に当社が不動産業の秀和に株式を買い占められたことを受けて、ダイエーが株式公開買付け（TOB）を実施して1991年（平成3年）4月10日に成功したことを発表した。この株式公開買付けで、ダイエーが発行済み株数の約26.67%に当たる2879.4万株を取得し、持株比率が約38.1%になった。
その結果、ダイエー取締役の小浜裕正が代表権を持つ副社長となり、ダイエーの支配力が強まって高橋一族による支配は終焉した。なお、小浜裕正は1965年（昭和40年）にダイエーに入社。2000年（平成12年）に副社長としてカスミに入り社長を経て会長に就任。2015年（平成27年）3月2日にカスミ会長として、マルエツやマックスバリュ関東と共にユナイテッド・スーパーマーケット・ホールディングス株式会社を発足させている。
そして、翌1992年（平成4年）2月7日にはダイエーと共同で忠実屋株式の公開買付けを行うことを発表する など、ダイエーグループとしての経営が行われるようになった。
さらに、高橋八太郎は1994年（平成6年）まで会長兼社長であったものの、同年にはダイエーから派遣された藤井次郎が社長に就任した。以後2006年（平成18年）3月1日まで、藤井次郎の後任として次の通りダイエー出身の社長が続くことになる。川一男（ダイエー専務取締役、1996年（平成8年）1月18日 - 2000年（平成12年）3月1日）、吉野平八郎（2000年（平成12年）3月1日 - 2003年（平成15年）5月22日）、太田清徳（2003年（平成15年）5月22日 - 2006年（平成18年）3月1日。なお、太田の後任の高橋惠三はマルエツ生え抜きである。
また、1995年（平成7年）1月に旧マルエツ店舗と旧サンコー店舗で異なっていた物流システムをダイエーの物流システムに一本化。同年4月にはダイエーと共同仕入れを開始し、同年10月3日には当時のダイエーグループの共通クレジットカード「OMCカード」でのサインレス決済を全店舗の食品売場に導入 ダイエーの他のスーパーと共に、1998年（平成10年）9月23日から毎月23日を「ダイエーOMCカードご優待デー」とした。
このダイエーグループとしての共同事業は営業面のみならず、1999年（平成11年）7月19日に開始した障害者の介助犬の店舗への受入れ などの社会貢献活動もあった。
こうしたダイエーグループとの協業化を進める一方で、1996年（平成8年）3月1日に40店舗の精肉売場をダイエーミートへの委託を止めて直営化し、2001年（平成13年）12月に独自の高品質型プライベートブランド（PB）商品として、食料品「フーデックス」と日用雑貨「ホーメックス」の販売を開始し、ダイエーの価格訴求型PB「セービング」と使い分けながら他店との差別化を図った。

### ダイエーの経営再建と丸紅との提携
その後、ダイエーが経営再建に取り組むことになった際には、ダイエー出身の社長であった川一男が2000年（平成12年）3月1日付でダイエーの再建のため同社代表取締役副社長に就任したほか、2003年（平成15年）5月22日には同じくダイエー出身の社長であった吉野平八郎が副会長として復帰すると共に、マルエツの店舗運営のノウハウなどを活用して再建を図ることになった。
その一環として、同年5月15日からPB商品「フーデックス」を関東・甲信越のダイエー店舗でも発売。またダイエーが同年7月11日にGMS「ダイエー高尾店」（東京都八王子市）をSSM（スーパー・スーパーマーケット、大型スーパー）「グルメシティ高尾店」に業態転換して新装開店した際には、品揃えや顧客サービスを含めた運営管理などをマルエツが全面的に受託し店長も派遣した。
また、2001年（平成13年）2月22日にダイエーが再建策の一環としてマルエツ株の5%を丸紅グループに譲渡したことから、丸紅グループの持株比率は5.16%となって筆頭株主であった福岡ドームを上回り、同年3月15日にダイエーグループが丸紅子会社の「丸紅フーズインベストメント」に発行済み株式10%を売却して同社の持株比率が19.7%となり、その他と合わせて丸紅グループの持株比率は20%を超えたことから、マルエツは丸紅の連結対象会社となることになった。
しかし、ダイエーが2001年（平成13年）2月27日に子会社の朝日ファイナンスサービスから12.03%を取得し、本体での持株比率を26.61%に引き上げて筆頭株主の地位を保つと共に、ダイエーグループ全体では約35%を保有していた。そのため、この時点ではダイエーグループにも留まり、ダイエー・丸紅の両グループと資本・業務提携する形となった。
2005年（平成17年）6月10日、小型店事業合理化の一環として「ポロロッカ」の近畿地区17店舗の営業を音通に譲渡し、音通グループが継承した店舗は食品スーパーの「F MART」となった。2007年（平成19年）2月にはポロロッカの物流センターにフーデックスプレスのセンターを統合し、翌3月に稼働した。
2006年（平成18年）3月1日付で、マルエツ生え抜きの高橋惠三が代表取締役社長に就任。さっそく同月から、ダイエーからの商品供給を自社独自の仕入れ体制に切り替えた。同年7月7日、丸紅フーズインベストメントに東武ストアの株式を譲渡。

### イオングループとの提携
イオンは、2006年（平成18年）10月からのダイエー再生を支援する業務提携検討委員会で、ダイエーの持つマルエツ株20%程度の譲渡を求めるなど、イオンとマルエツとの関係強化を求めていた。しかしマルエツ側は「自主経営が前提」とし、独自路線を堅持しつつメリットのある点に限定した形での提携を主張した。そのためマルエツは独自の商品調達を堅持することを主張し、翌2007年（平成19年）7月10日に発表されたイオングループや丸紅との業務提携では、共同での商品調達などについて数値目標を入れなかった。
2007年（平成19年）9月13日付で、ダイエーがマルエツ株をイオンへ譲渡することを合意し、これを受けて同日付で高橋義昭がダイエー常務取締役を辞任、同月20日にはイオンがマルエツ株1,500万株を取得して議決権比率33.2%を持つ筆頭株主となった。
翌2008年（平成20年）3月6日開店の「マルエツ勝どき6丁目店」では、ダイエーのPB「セービング」に代えてイオングループのPB「トップバリュ」の導入を試験的に行ったり、物流センター運営委託先にイオンの事業会社「イオングローバルSCM」を選定するなど、イオンとの提携の具体化に取り組み始めた。
しかしその一方で、商品の選択については自社主体で独自に決定する路線を堅持し、「トップバリュ」の取扱いは約150品目に絞り込む一方で、自社PB「フーデックス」「ホーメックス」を付加価値型商品として位置付けたのみならず、自社開発の低価格PB「おいしいシリーズ」商品を約80品目から160品目に倍増する方針とした。こうした商品戦略を採用したことから、2013年（平成25年）2月期においても「トップバリュ」の売上高比率は約0.3%に留まることになった。
2008年（平成20年）10月2日には、イオンレイクタウンの「KAZE」内に越谷レイクタウン店を開店。イオンと提携後、初めてイオン系ショッピングモール内に出店した。なおマルエツは、イオンが運営していた百貨店「ボンベルタ百貨店」への出店歴はあり、1992年（平成4年）3月19日の「ボンベルタ成田」開業時に、1階食料品ゾーンに「マルエツ成田ニュータウン店」が出店した（2024年（令和6年）2月29日にボンベルタ成田と共に閉店）。マルエツ「越谷レイクタウン店」ではイオンの電子マネーWAONが最初に利用可能になり、その後にボンベルタ成田内の「成田ニュータウン店」、「フォレストモール印西牧の原店」、「大久保駅前店」でも導入され、マルエツでは2019年まで、WAONはこの4店舗でのみ利用可能だった。
2010年（平成22年）12月18日には、千葉県野田市に「スーパーマーケット魚悦」1号店を開店してディスカウント店業態に進出。いわゆるリーマンショック後の不況に伴う消費者の低価格志向への対応を図った。
さらに、2010年から2011年（平成23年）2月期末までに、広告宣伝などの合理化を目的として屋号の集約化を図り、売場面積650m2以上の通常店舗を「マルエツ」、売場面積165m2から500m2以上の小型店舗を「マルエツ プチ」に統合することになった。このため「サンデーマート」を「マルエツ」に、小型店の「ポロロッカ」と「フーデックスプレス」を「マルエツ プチ」に、それぞれ統合することとした。ただし高級店業態の「リンコス」は価格帯が大きく異なることなどを考慮して存続することとした。
2011年（平成23年）3月11日に東日本大震災が発生した際には新店舗の開業を延期する企業も多かったが、マルエツは「地域の生活インフラを担っている」として計画通り同月16日に板橋駅前店を開店した。ただし、震災に伴う計画停電や商品供給に制限のある段階での開業となり、また消費者が買いだめを行ったことから、開業初日に入場制限を行うと共に品切れが多数出ることになった。
イオンは2011年（平成23年）11月25日、マルナカの株式を議決権割合で94.96%を取得し、山陽マルナカを完全子会社化した。このマルナカは、純投資目的でマルエツの2.24%の株式を保有しており、イオンのマルナカ株取得に伴ってみなし共同保有者に加わったことにより、イオンの議決権は34.21%と3分の1を超えることになった。ただし、イオンはその後もマルエツの独自路線の維持を認めており、2013年（平成25年）4月1日付でマルエツ生え抜きの上田真が社長に就任した。
2012年（平成24年）9月には、中国の家電量販店大手企業である蘇寧電器との合弁会社「丸悦（香港）」を設立し、2013年（平成25年）9月30日に中国の江蘇省無錫市に中国1号店「リンコス無錫蘇寧プラザ店」を開店して海外に初出店した。

### ユナイテッド・スーパーマーケット・ホールディングスへの参画
先述の通り、イオングループはマルエツとの提携強化を目指し、マルエツ側も「自主経営が前提」との独自路線を堅持しながらメリットのある点に限定した形での提携に取り組む方針であった。そのため、イオングループとの営業面での関係は「トップバリュ」の供給などに限定され、かつ「トップバリュ」の売上高比率も2013年（平成25年）2月期で約0.3%に留まるなど、提携はあまり深まらなかった。
しかし、当社の大株主であるイオングループと丸紅が、2013年（平成25年）3月に業界再編を行い「首都圏の食品スーパー連合」を形成する方針を表明。翌2014年（平成26年）5月19日にイオングループ傘下のマルエツとカスミに加え、イオンの完全子会社であったマックスバリュ関東の3社が共同持株会社を設立し、その傘下に入る形で経営統合することで合意したと発表した。
同年10月31日、この再編で設立される新会社の社名を「ユナイテッド・スーパーマーケット・ホールディングス」とすることを発表すると共に、3社で売上高が最も多いマルエツの上田真が同社社長に就任することとなった。なお、この再編で持株会社の経営に参画することになったカスミ会長の小浜裕正は、ダイエー取締役で元マルエツ代表取締役副社長であった。
経営統合に伴い、2015年（平成27年）2月25日にマルエツは上場廃止、同年3月2日にはマルエツやマックスバリュ関東と共にユナイテッド・スーパーマーケット・ホールディングス株式会社を設立、その傘下に入った。なお、ユナイテッド・スーパーマーケット・ホールディングスは同日付で東京証券取引所1部に上場した。
ユナイテッド・スーパーマーケット・ホールディングスの発足に向けた協議の中で、イオングループはPB商品を「トップバリュ」に一本化するように提案したものの、当社など統合に参加する企業側が独自のPB商品を中心とすることを強く主張したため、傘下の各社のPB商品の取扱方針を保つ独自の戦略を採ることになった。2017年10月には、ユナイテッド・スーパーマーケット・ホールディングスとしてのPB商品である「eatime（イータイム）」を立ち上げ、マルエツ・カスミ・マックスバリュ関東の店舗で販売を開始した。
経営統合後、ユナイテッド・スーパーマーケット・ホールディングス傘下の3社では、マルエツはWAONに最後まで対応していなかったが、先行導入の4店（越谷レイクタウン店・成田ニュータウン店・フォレストモール印西牧の原店・大久保駅前店)以外の店舗でも2019年（令和元年）8月7日より導入を開始し、同年9月までに全店で利用可能となった。
マルエツは、ダイエーのセール「一の市」開催のほか、ダイエーでは終了した「OMCカード優待デー」も行い、店頭配布の申込書でOMCカードを申し込むと特典があるなど、再編が続く中でも独立経営時代のダイエー色を強く残していた。しかしイオンカードと提携したクレジットカード「マルエツカード」の発行開始を受け、OMCカードによる優待は2020年（令和2年）2月をもって終了することとなった。

## 沿革

### 創業 - 1970年代
- 1945年（昭和20年）10月 - 埼玉県浦和市（現：さいたま市）北浦和で[15]高橋悦造が「魚悦商店」として魚の販売を開始[9]。
- 1952年（昭和27年）6月16日 - 「有限会社魚悦商店」設立[2]。資本金25万円[17]。
- 1959年（昭和34年）9月 - 「有限会社丸悦ストアー」に商号変更[9]。
- 1961年（昭和36年）11月[83] - 岡田屋（川崎市地場資本の呉服店・現在の横浜岡田屋）のスーパーマーケットとして[84]、株式会社サンコーを設立[83]。資本金100万円[83]。サンコーの1号店として「小田店」を開設[83]。
- 1965年（昭和40年）
  - 4月 - セルフサービスの食品スーパー1号店として「大宮店」を開設[9]。
  - 8月 - 事業目的に日用品・雑貨・洋品雑貨の販売等を追加[9]。
- 1970年（昭和45年）
  - 2月 - 株式会社サンコーがダイエーと提携[83][85]。
  - 4月 - 東京都足立区に「新井店」を開設し、東京都に進出[9]。
  - 7月 - 株式会社サンコーがダイエーと共同仕入会社の「エマック」を設立[83]。
  - 12月 - 資本金4800万円で株式会社化し[17]、「株式会社丸悦ストアー」に商号変更[9]。
- 1974年（昭和49年）
  - 2月 - 「（旧）株式会社マルエツ」に商号変更し、本社を埼玉県蕨市へ移転[2][9]。
  - 11月[18] - 田島店2階に衣料品売り場を開設して衣料品販売を開始[20]。
- 1975年（昭和50年）
  - 2月 - 不動産業の「高橋興業」を吸収合併し、事業目的に衣料品・医薬品の販売等を追加[9]。
  - 12月 - 埼玉県大宮市に「大宮物流センター」を開設[9]。
- 1976年（昭和51年）4月 - 「マルエツ商事株式会社」が「（旧）株式会社マルエツ」を吸収合併し「（新）株式会社マルエツ」に商号変更（いわゆる株式額面変更目的の合併）[9]。
- 1977年（昭和52年）2月 - 東京証券取引所市場第2部に上場[2][15]。食品スーパーマーケットで初めての上場となった。
- 1978年（昭和53年）
  - 1月 - 株式会社プリマートを吸収合併[15][21]。首都圏で100店舗超を展開[15]。
  - 10月 - ベストワンを吸収合併[17]。

### 1980 - 1990年代
- 1981年（昭和56年）
  - 2月4日 - ダイエーグループの株式会社サンコーを吸収合併する契約に調印[24]。
  - 7月31日 - ダイエーグループの株式会社サンコーを吸収合併し、ダイエーグループ入り[25]。合併時点で、1都3県をカバーする首都圏最大の145店舗を展開[15]。本社を東京都新宿区へ移転[15]。
  - スーパーマーケット「サンデーマート」を傘下に入れる[28]。
- 1983年（昭和58年）10月 - 白岡加工センター開設。
- 1984年（昭和59年）
  - 1月 - 大阪証券取引市場第二部に株式上場[15]。
  - 10月 - 東京・大阪両証券取引市場第一部へ指定変え[2][15]。
- 1985年（昭和60年）8月 - 浦和加工センター開設。
- 1986年（昭和61年）10月 - POSシステム実験導入スタート。
- 1989年（平成元年）7月 - 本社を東京都豊島区東池袋へ移転[2]。
- 1991年（平成3年）
  - 4月10日 - ダイエーによる株式公開買付け（TOB）が成功したと発表[29]。発行済み株数の約26.67%に当たる2879.4万株を取得し、持株比率が約38.1%になる[26]。
  - 埼玉県浦和市に健康と食文化実践室「いーとぴあ」開設[86]。
- 1992年（平成4年）6月 - 「関東マルエツ」を設立[87]。
- 1995年（平成7年）
  - 1月 - 旧マルエツ店舗と旧サンコー店舗で異なっていた物流システムをダイエーの物流システムに一本化（それまでは旧サンコー店舗のみダイエーと共通の物流システムで、合併前のマルエツ店舗は独自の物流システムだった）[27]。
  - 4月 - ダイエーと共同仕入れを開始[39]。
  - 10月3日 -ダイエーグループの共通カード「OMCカード」でのサインレス決済を全店舗の食品売場に導入[40]。
- 1996年（平成8年）
  - 2月28日 - 「関東マルエツ」を解散[88]。
  - 3月1日 - 40店舗の精肉売場を「ダイエーミート」への委託を止めて直営化[43]。
  - 10月1日 - 「ダイエーロジスティックスシステムズ」に「白岡生鮮加工センター」と「浦和加工センター」（精肉プロセスセンター併設）、「佐倉加工センター」を移管して物流部門を業務委託[89]。
  - お客様の声を反映する「店長への直行便」を導入。
- 1997年（平成9年）
  - 1月1日 - 151店（全店の約80%）で初の元旦営業を実施[90]。
  - 2月期 - 衣料品販売子会社の「マリッシュ」を清算[91]。
  - 2月期 - 「ピクニック」を清算し、運営していた外食事業をダイエーグループに移管[91]。
  - 10月30日 - 「アイ・ディシュ」が、運営していたピザ宅配店全12店を閉店して同事業から撤退[92]。
- 1998年（平成10年）
  - 1月1日 - 「アイ・ディシュ」が、レストラン3店は付で当社が出資していた関係会社のデュオに営業譲渡して同事業からも撤退[92]。
  - 2月20日 - 「アイ・ディシュ」を解散[92]。
  - 8月1日 - 独自の簡便商品の「楽々食彩」の販売を開始[92]。
  - 9月23日 - 「ダイエーOMCカードご優待デー」を開始[41]。
- 1999年（平成11年）
  - 7月19日 - 187店で障害者の介助犬の受入れを開始[42]。
  - 10月19日 - スーパーで初となる「消費者志向優良企業・通商大臣賞」を受賞[93]。

### 2000年代
- 2000年（平成12年）11月30日 - 新糀谷店に健康・安全志向の商品コーナー「Dr元気」を開設[94]。
- 2001年（平成13年）
  - 2月27日 - ダイエーが子会社から12.03%を取得して本体での持株比率を26.61%に引き上げる（筆頭株主）[51]。
  - 2月末 - フィットネスクラブ3店舗の運営を「ダイエーオリンピックスポーツクラブ」に移管して「アニーモ」を解散[95]。
  - 3月1日 - 大人用紙おむつの全国無料宅配を開始[96]。
  - 3月15日 - ダイエーグループが、丸紅の子会社「丸紅フーズインベストメント」に発行済み株式10%を売却[49]。丸紅グループの持株比率が約20%を超えて連結対象会社となる[50]。
  - 7月4日 - 「フーデックス」Foodexpress（フーデックスプレス）の1号店「東日暮里店」開店[97]。
  - 7月31日 - 「フーデックス」株式会社すえひろと業務・資本提携[98]。
  - 12月 - 独自のプライベートブランド「フーデックス」「ホーメックス」の販売を開始[44]。
- 2002年（平成14年）
  - 1月17日 - マイカルから食品スーパーの株式会社ポロロッカを買収[99]。
  - 10月1日 - 株式会社日本流通未来教育センターをライフコーポレーションと合弁で設立することで合意[100]。
  - 10月18日 - 株式会社ユニリビングのスーパーマーケット部門を買収[101]。「リンコス」の店舗ブランド名は存続[102]。
  - 11月27日 - 「フーデックス大和町店」を開店し、直営店舗数200店を達成[103]。
- 2003年（平成15年）
  - 4月 - 株式会社日本流通未来教育センターの講座を開講[104]。
  - 1月29日 - 丸紅と共同で、東武ストアと資本・業務提携することで合意[105]。
  - 3月1日 - 丸紅と共同で、東武ストアに役員候補の顧問を派遣[106]。
  - 12月1日 - 大阪証券取引所は一部での上場を廃止[3]。
- 2005年（平成17年）
  - 6月10日 - 「ポロロッカ」の近畿地区17店舗の営業を音通に譲渡[52]。
  - 第4回「東京都グリーンコンシューマー奨励賞」受賞
- 2006年（平成18年）
  - 3月 - ダイエーからの商品調達を停止し、自社仕入れに切り替え[54]。
  - ISO14001認証取得（本社および5店舗）。
- 2007年（平成19年）
  - 2月 - ポロロッカの物流センターにフーデックスプレスのセンターを統合[53]。
  - 5月 - 新しいコーポレートアイデンティティを導入[107]。
  - 7月10日 - イオングループや丸紅と業務提携[59]。
  - 12月1日 - 株式会社ポロロッカとサンデーマート株式会社の小売部門を吸収合併[1]。「ポロロッカ」「サンデーマート」それぞれの店舗ブランド名は当面存続。
- 2008年（平成20年）10月2日 - イオンレイクタウンの「KAZE」内に越谷レイクタウン店を開店[66]。イオンと提携後初めてイオン系のSC内に出店した[66][注釈 6]。WAONが最初に利用可能になった[注釈 7]。
- 2009年（平成21年）
  - 6月11日 - マルエツプチの1号店「日本橋金座通り店」開店[108]。
  - 9月2日 - 全社でISO14001の認証を取得[109]。

### 2010年代以降
- 2010年（平成22年）
  - 6月 - 横浜市に常温物流センターを開設[110]。
  - 8月 - 埼玉県八潮市に常温物流センターを開設[110]。
  - 12月18日 - 千葉県野田市にディスカウント店「スーパーマーケット魚悦」の1号店を開店[69]。
  - 川崎複合センターを開設。
- 2011年（平成23年）
  - 2月期末まで - 屋号を「マルエツ」（標準店）と「マルエツ プチ」（小型店）へ集約[28]。高級店の「リンコス」は存続[28]。
  - 11月25日 - イオンがマルナカを買収したことに伴い、同社保有の2.24%が加算され、イオンの当社株式保有割合が34.21%と3分の1を超える[73]。
  - 12月7日 - 六本木ヒルズゲートタワー内に「リンコス六本木ヒルズ店」を開店[111][注釈 8]
- 2012年（平成24年）
  - 5月 - 小型店向けの三郷複合センターを開設[112]。
  - 9月 - 中国の家電量販店大手企業である蘇寧電器との合弁会社・「丸悦（香港）」を設立し、中国国内におけるスーパーマーケット事業に参入[76]。
  - 11月29日 - Tポイントの導入及びマルエツ仕様のTカードの発行を開始[113]。従来の「マルエツポイントカード」については、各店舗のTカード導入前日までポイント付与が可能となる。
- 2013年（平成25年）
  - 2月22日 - この日までに全店舗においてTカードの利用が可能となる。
  - 3月31日 - マルエツポイントカードを廃止。
  - 9月30日 - 初の海外店舗として中国の江蘇省無錫市にある複合ビル「蘇寧プラザ」内に「リンコス無錫蘇寧プラザ店」を開店[77]。
- 2014年（平成26年）5月19日 - マックスバリュ関東株式会社および株式会社カスミとの経営統合を発表[79][80][注釈 9]。
- 2015年（平成27年）
  - 2月25日 - 経営統合に伴い、当社の上場を廃止[4][注釈 1]。
  - 3月2日 - カスミやマックスバリュ関東と共にユナイテッド・スーパーマーケット・ホールディングス株式会社（以下、U.S.M.Holdings）を設立し、その傘下となる[5][6][注釈 1]。
- 2016年（平成28年）11月15日 - U.S.M.Holdingsグループ内での商品券の利用拡大に伴い、マルエツ商品券が「フードマーケットカスミ」・「フードスクエアカスミ」・「FOOD OF ストッカー」及びマックスバリュ関東が運営する「マックスバリュ」・「マックスバリュエクスプレス（一部店舗を除く）」でも利用可能となり、一方で「マルエツ」・「マルエツ プチ」・「リンコス」・「魚悦（鮮魚専門業態の糀屋店を除く）」でカスミ商品券の利用が可能となった[114]。
- 2017年（平成29年）10月6日 - 3社共同開発によるプライベートブランド「eatime（イータイム）」の販売を開始[115]。
- 2019年（令和元年）
  - 8月7日 - この日より、先行導入していた4店（越谷レイクタウン店・成田ニュータウン店・大久保駅前店・フォレストモール印西牧の原店）以外でも順次WAONの取り扱い開始。9月までに全店へ拡大。
  - 9月1日 - 初となる提携カード「マルエツカード」の発行受付を開始[116]。
- 2020年（令和2年）
  - 2月 - OMCカード会員への優待サービスを終了[117]。
  - 9月18日 - マルエツ、マルエツ プチ、リンコス全店でLINEアカウントを開設[118]。

- 2023年（令和5年）3月 - 白金ザ・スカイ内に「リンコス 白金ザ・スカイ店」を開店。
- 2025年（令和7年）7月10日 - 同日から「WAON POINT」サービスを順次導入[注釈 10][119]。

## プライベートブランド
- 楽々食彩

1998年（平成10年）8月1日に販売を開始した独自の簡便商品で、肉や魚と野菜やオリジナルソースの食材を詰め合わせた商品や、レンジ温めるだけで食べられる食品などがある。
- 土壌自慢

減農薬栽培野菜のPB。
- フーデックス

2001年（平成13年）12月に販売を開始した独自の高品質型プライベートブランド食品。
- ホーメックス

2001年（平成13年）12月に販売を開始した独自の高品質型プライベートブランド雑貨。
- マルエツ365

付加価値型プライベートブランド。

## 理念・キャッチフレーズ

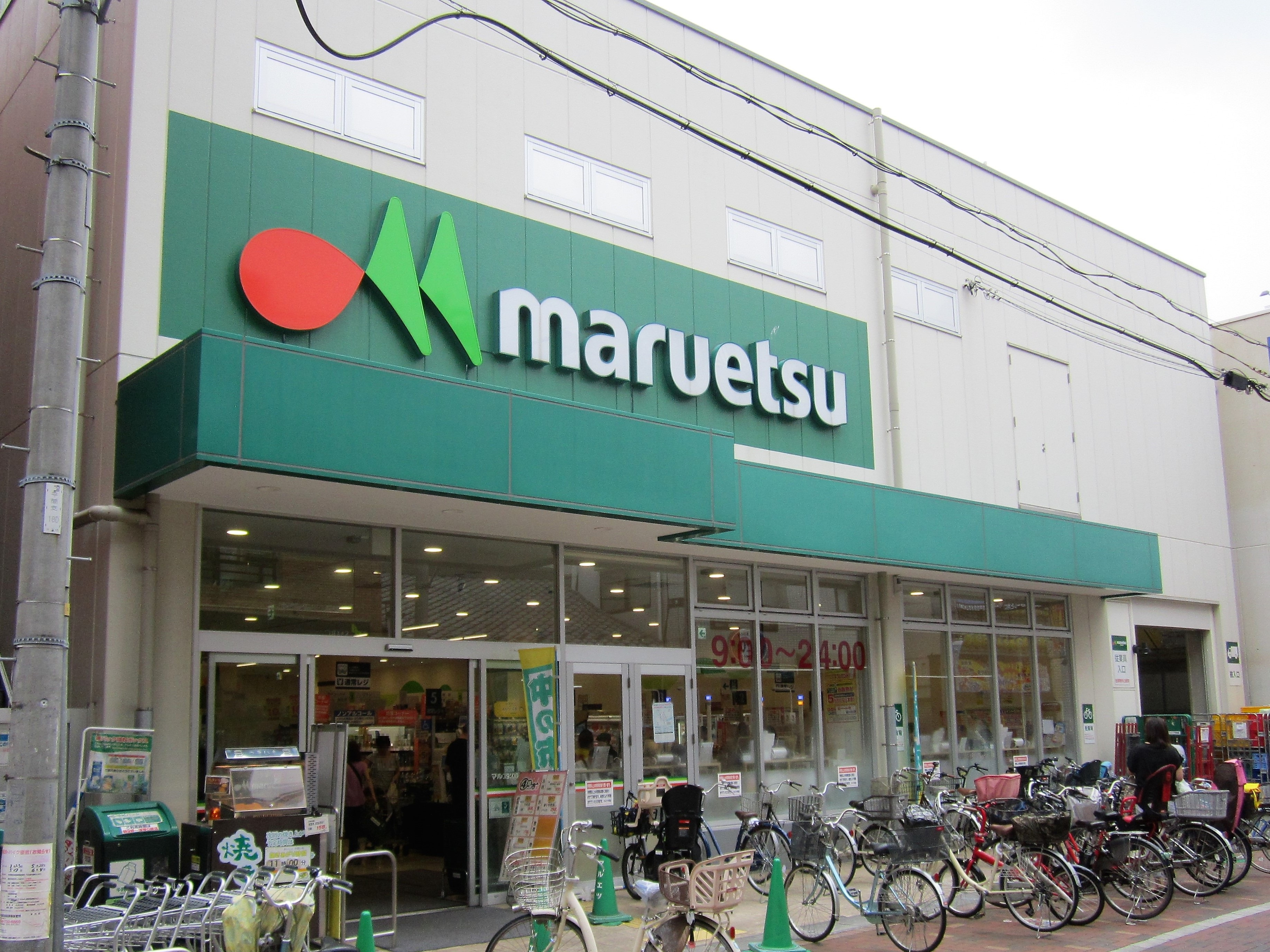
現行マークの看板
マルエツ平間店（川崎市中原区）

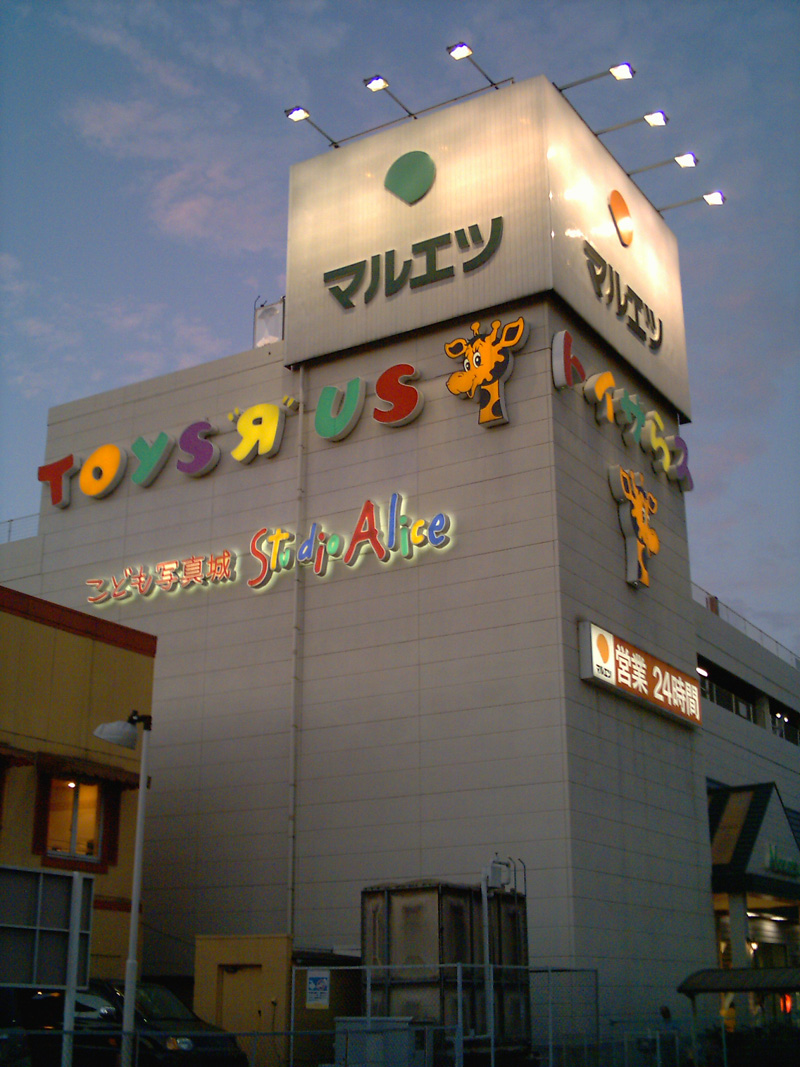
ダイエーの旧社章「Dマーク」を使用した旧社章の看板
マルエツ蕨北町店（埼玉県蕨市、2006年10月撮影）

### 経営理念
- 存在意義 私たちは、安全でおいしい商品の提供を通じて、健康で豊かな食生活に貢献します。
- 経営姿勢 私たちは、常に革新と挑戦を続け、公正で誠実な企業であり続けます。
- 行動規範 私たちは、地域のお客様に愛される、笑顔と活気あふれる店づくりを推進します。

### キャッチフレーズ
ダイエーグループは、創業以来「よい品をどんどん安く」をモットーにして営業していた。
その後、マルエツは企業スローガンとして「For The Customers」を掲げていたが、1998年（平成10年）に「地縁ストア」を用いた。この当時、ダイエー創業者の中内功がダイエーグループ内で「チェーンストアではなく、地縁ストア」と語っており、マルエツでは地域生活に密着した店づくりを目指すものとしていた。
2007年（平成19年）5月にコーポレート・アイデンティティ（CI）を刷新する一環としてシンボルマークと共に改訂され、ブランドメッセージとして「しあわせいかつ。」を用いることになった。

### 社章・シンボルマーク
親会社だったダイエーは、2005年12月1日にCI導入で新社章・シンボルマークに変更したが、マルエツではその後もダイエーの旧社章である上弦の月をモチーフにした「D」マークを社章として引き続き使用していた。
その後、2006年末からDマークを使わず「Maruetsu」をロゴ化したもの（筆字のような感じで、現在のものとは別）を一時的に使用する時期を経て、2007年5月18日からCI導入により新マーク（「M」の字を図案化したマーク。英字ロゴは「maruetsu」に変更）が正式に導入され、既存店舗も順次切替が進められた。現在使われているシンボルマークは、マルエツがお客様にお届けする、新鮮で彩り豊かな「食」のイメージを魚や野菜に見える形と生命感あふれた色調で表現するとともに、「マルエツ」の頭文字である「M」を表現したものである。
ダイエーグループ入り以前は、丸の中に「a」が入った「@」に近い（マルエツの「マ」にも見える）意匠の社章を使用していた。

### マスコットキャラクター
2000年（平成12年）上期に「ドクター元気」が導入され、同年11月30日に健康関連商品を集めた「ドクター元気」コーナーが開設された。ドクター元気は、2001年9月1日にCD『オー!マイ Dr.元気』を発売している。

## 事業所
- 横浜常温物流センター
- 八潮常温物流センター
- 川崎複合センター
- 三郷複合センター  2012年（平成24年）5月に開設した小型店向けの生鮮食料品のプロセスセンターを兼ねた全温度帯対応の加工・配送センター[128]。
- 草加デリカセンター 2024年（令和6年）3月に開設した米飯をはじめとした弁当類、調味料、原料加工品、等をマルエツ全店およびＵ.Ｓ.Ｍ.Ｈグループのカスミ、マックスバリュ関東店舗に供給する加工・配送センター

### かつて運営していた事業所
- 白岡生鮮加工センター（埼玉県南埼玉郡白岡町大字下大崎字下端747-2[12]）

鮮魚などのプロセスセンターを兼ねていた。
1996年（平成8年）10月1日にダイエーロジスティックスシステムズに所有権などを移管すると共に、従業員も同社に移籍して業務委託された。
- 浦和加工センター（埼玉県浦和市桜田3-3-2[12]）

精肉などのプロセスセンターを兼ねていた。
1996年（平成8年）10月1日にダイエーロジスティックスシステムズに所有権などを移管すると共に、従業員も同社に移籍して業務委託された。
- 佐倉加工センター（千葉県佐倉市太田2056[12]）

精肉などのプロセスセンターを兼ねていた。
1996年（平成8年）10月1日にダイエーロジスティックスシステムズに所有権などを移管すると共に、従業員も同社に移籍して業務委託された。
- 大宮物流センター（埼玉県大宮市[9]、1975年（昭和50年）12月開設[9]）

敷地面積13,217m2。
1997年（平成9年）7月1日に日本流通リースに譲渡した。
- 習志野物流センター（千葉県船橋市[130]）

敷地面積12,898.38m2。
東習志野店の隣接地にあったが、1996年（平成8年）10月1日にダイエーロジスティックスシステムズに業務委託して休止状態となり、2000年（平成12年）1月17日に解体して跡地を民間都市開発推進機構に売却することになった。

## 店舗
関東1都5県（東京都・神奈川県・千葉県・埼玉県・茨城県・栃木県）に300店舗を展開している（2021年3月19日現在）。また、海外店舗として中華人民共和国に1店舗出店している。
魚悦糀谷店を除いた全店で、国際ブランドカード（VISA・MasterCard・JCB・AMEX・Diners）・WAON・交通系電子マネー・楽天Edy・PayPay・Alipay・WeChat Payが利用可能。電子マネーおよびバーコード決済の全店への導入は2020年9月29日だが、一部店舗ではそれ以前より部分的に導入されていた。

### 現行の業態
各店舗の詳細は、公式サイト「店舗一覧」を参照。

#### マルエツ

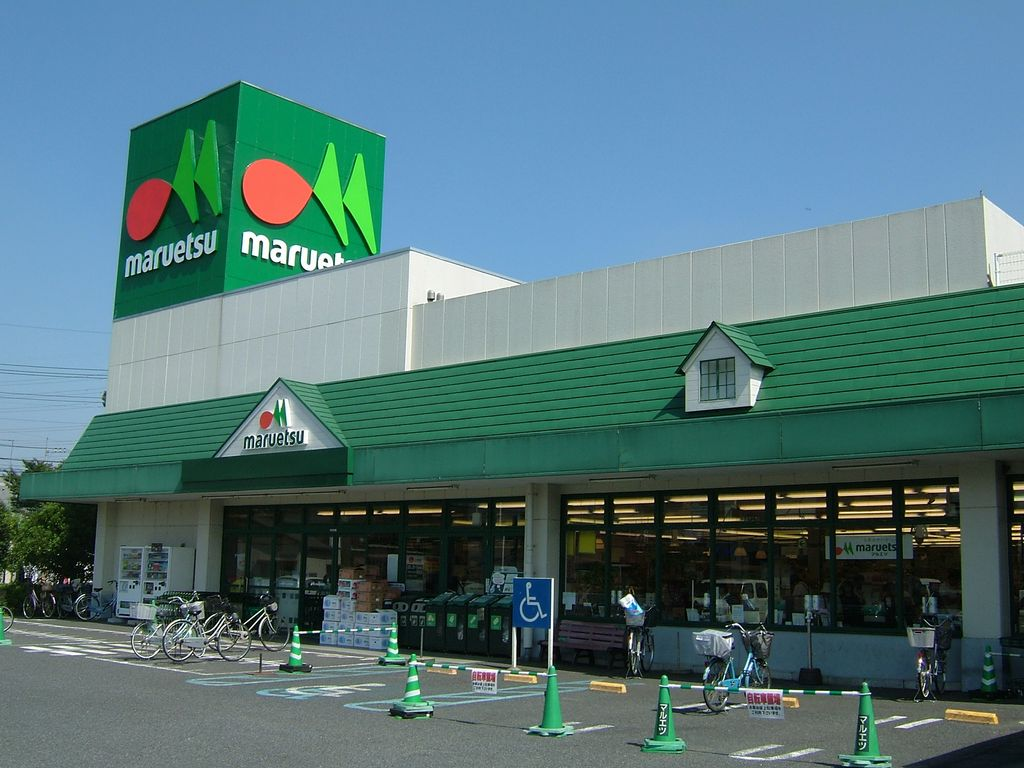
マルエツ安行北谷店（2025年7月27日閉店）

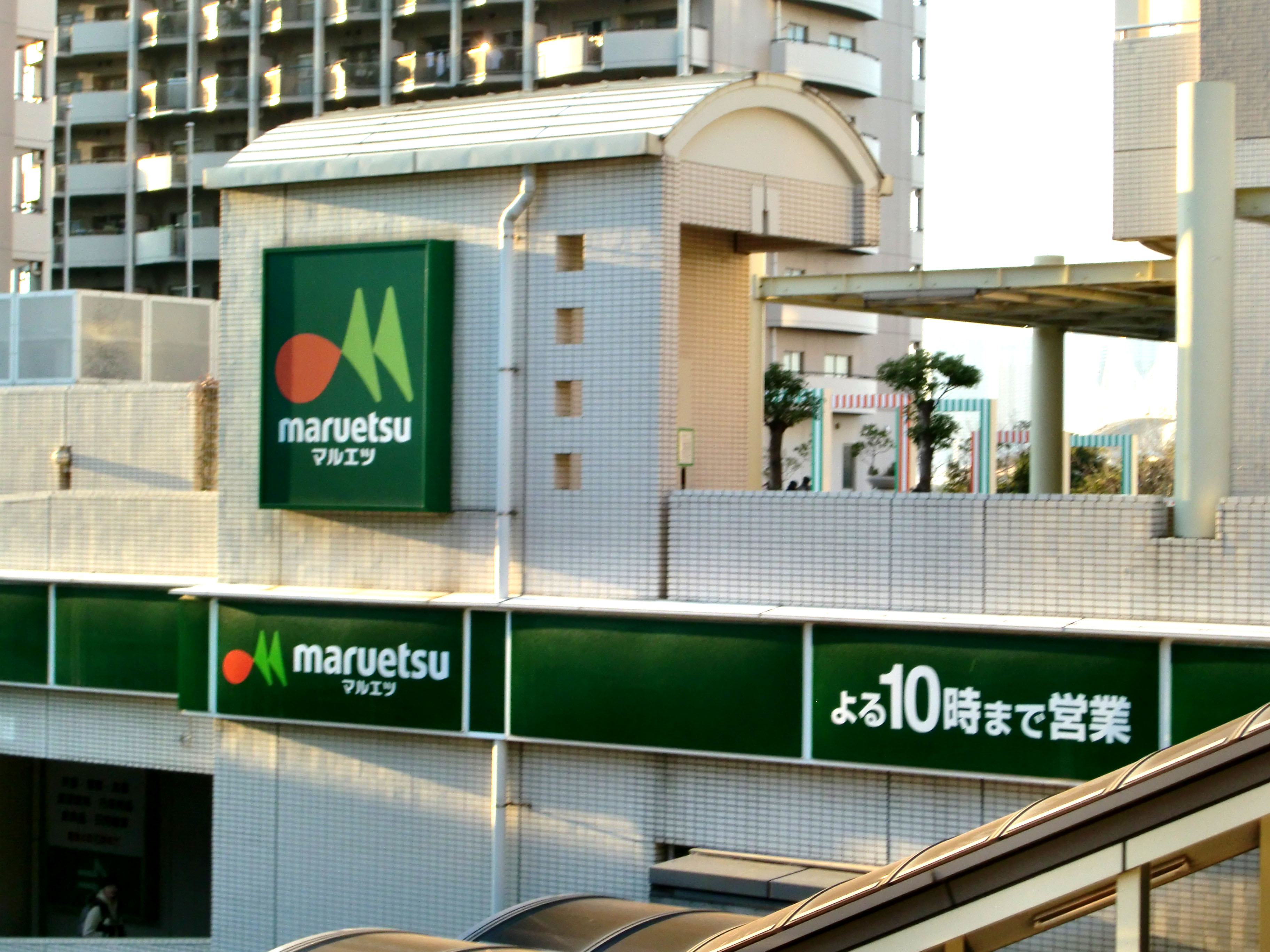
マルエツお台場店

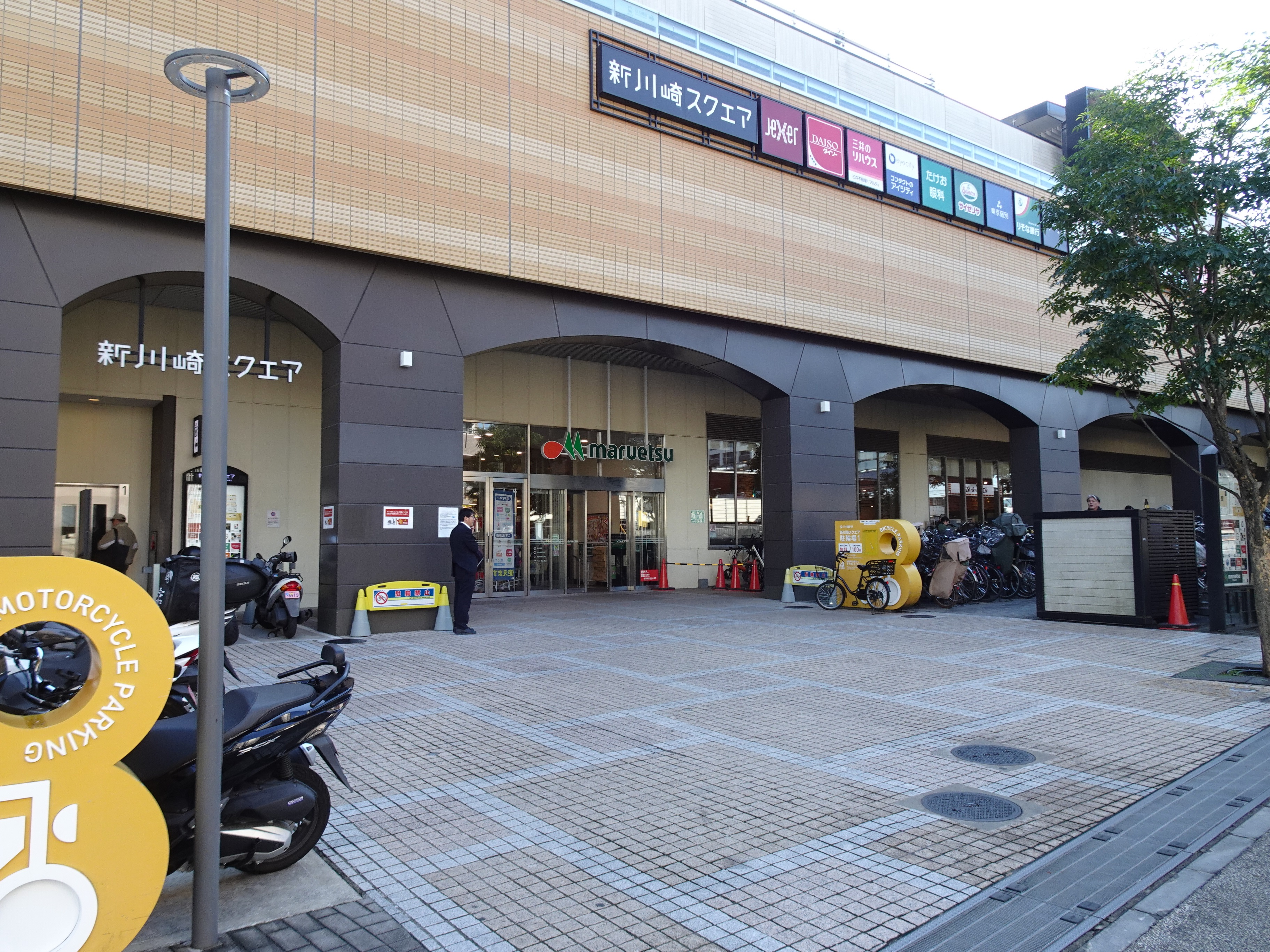
マルエツ新川崎店

同社の主力店舗業態。2011年（平成23年）2月期末までに屋号の集約化を図った際には、売場面積650m2以上の店舗がこの屋号となった。食料品が中心の品揃えであるが、薬や衣料品なども取り扱う店舗もあり、100円ショップ等の外部テナントが入居する店舗もある。店舗によっては店内で食事が採れるイートインコーナーやフードコートなどを備えている。営業時間は各店舗によって異なり、開店時間は7時・9時・朝10時、閉店時間は21時・深夜1時、24時間営業など様々である。
出店地域の1都5県全てに所在するが、このうち茨城県は2000年（平成12年）9月1日に茨城県内2店目として開店した岩井店、栃木県は1995年（平成7年）11月2日に開店した小山店、各それぞれ1店舗のみである。関東地方で群馬県には唯一出店していない。

#### マルエツ プチ

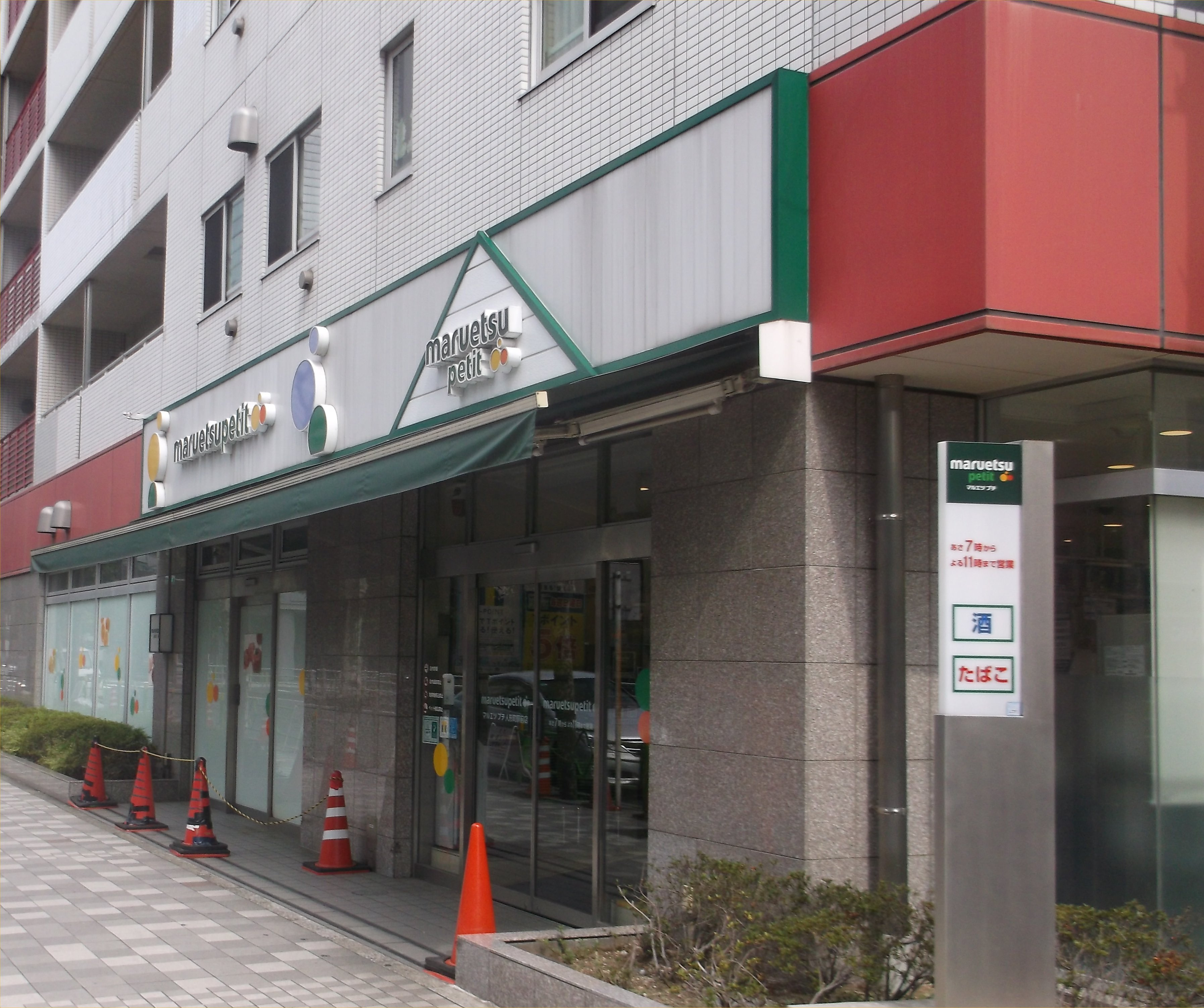
マルエツプチ人形町駅前店

売場面積100坪型の小型店「ポロロッカ」よりも小規模な店舗を目指して開発され、売場面積50坪型の小型店として2009年（平成21年）6月11日に1号店の「日本橋金座通り店」が開店した。さらに2010年（平成22年）10月28日開店の「神田司町店」では、加工センターを活用して作業場と在庫場のバックヤードのない店舗とし、売場面積約130m2〜165m2というコンビニエンスストア並みの小面積での出店も可能な業態とした。
都心立地の小型食品スーパー業態で。品揃えは青果・鮮魚・精肉の生鮮3品に加え、惣菜を強化した食料品を主体とする。コピー機やATMなどが設置されているなど、コンビニエンスストアを意識した都市型店舗で、24時間営業する店舗もある。
東京23区内に集中的に出店しており、2010年（平成22年）12月1日時点では都内103店のうち当業態が45店を占めていた。東京多摩地区には吉祥寺店（武蔵野市）1店舗、神奈川県内は横浜市中区に関内店と山下公園店、西区に花咲町6丁目店の計3店舗が存在する。2011年（平成23年）10月14日、千葉県1号店として千葉みなと駅店（千葉市千葉市）が開店した。
2011年（平成23年）2月期末までに屋号の集約化を図った際には、売場面積165m2から500m2以上の店舗がこの屋号となった。このため「マルエツ プチ」は2010年（平成22年）4月時点では5店であったが、「ポロロッカ」の26店と「フーデックスプレス」の15店が加わり、店舗数が大幅に増えることになった。
2013年（平成25年）2月14日開店の「日本橋本町店」では経費削減のため、鮮魚や精肉から日配品まで自動発注の対象を広げ、以降は各店舗でも同様の自動発注を導入していくことになった。
2024年9月現在で、東京都に72店、神奈川県に3店、千葉県に1店、計76店出店している。

#### リンコス
高級スーパー業態。マルエツプチと同様に売場の大半を食料品を占めるが、リンコスでは輸入食品（ワイン、菓子類）なども取り扱う。店内BGMはクラシック音楽が流れている。
ユニリビングは「リバーシティ21」内の「リンコス リバーシティ店」、海浜幕張駅近くの「リンコス ベイタウン店」を運営しており、マルエツがこの2店舗を買収して継承し、2002年（平成14年）10月17日にマルエツの店舗として新装開店した。店舗継承に際して、買収前の品揃えなども引き継いだため、切り替えに伴う閉店日数はわずか1日であった。
なお、2002年（平成14年）11月13日には「リバーシティ21」内のユニリビングから継承した店舗の向かい側に「フーデックス佃店」を開店しており、フーデックスは定番品を多めにすることで品揃え面での差別化を図って併存を目指した。
2006年（平成18年）3月15日、東京都立川市の「若葉ケヤキモール」開業時に「リンコス 立川若葉町店」を開業し、同月23日に東京都港区に「リンコス 高輪店」を開店した。その後、立川若葉町店は2011年（平成23年）6月10日に「マルエツ立川若葉町店」に業態変更、2021年（令和3年）1月24日に閉店した。
2006年以降、しばらくは当業態での出店は行わなかったが、2011年（平成23年）12月7日に六本木ヒルズヒルズゲートタワーに「リンコス 六本木ヒルズ店」を約5年ぶりに出店、2016年（平成28年）1月21日に「リンコス 九段店」を出店、2020年（令和2年）4月23日には横浜市に「リンコス 横浜馬車道店」を、2023年（令和5年）3月17日には東京都港区に「リンコス 白金ザ・スカイ店」を出店した。
現在は国内で6店舗、海外で1店舗（#海外展開を参照）を展開している。営業時間はリバーシティ店とベイタウン店が朝10時から夜10時まで、横浜馬車道店と白金ザ・スカイ店が朝9時から夜10時まで、九段店が朝7時から夜1時まで、高輪店は24時間営業である。

#### 魚悦（鮮魚専門店）
マルエツの原点といえる鮮魚販売に特化した鮮魚専門店。東京都大田区の「魚悦糀谷店」1店のみで、この店舗に限り他店舗で導入しているTポイントサービスには未対応で、現金以外の支払いにも対応していない。
また単独店舗ではないが、2008年10月2日にオープンした越谷レイクタウン店の鮮魚部門も「魚悦」を名乗っているほか、一部店舗では寿司コーナーを「魚悦」ブランドとして展開している。
2010年から2021年にかけては鮮魚専門店とは別に、ディスカウントストア業態として「魚悦」の屋号を使用した店舗を展開していた（後述）。

### 過去の業態

#### フーデックスプレス（Foodexpress）
24時間営業で売場面積が約150坪から約200坪で生鮮食料品と惣菜が充実した店舗とすることで、都市部でコンビニエンスストアに対抗出来る店舗を目指した業態。
2001年（平成13年）7月4日に1号店として「東日暮里店」を開店した。
売り場面積165m2から500m2以上の小型店舗を「マルエツ プチ」に統合することになったため、2010年（平成22年）4月時点で15店が営業していた「フーデックスプレス」の店舗は「マルエツ プチ」へ屋号を変更することになった。
かつては国際新赤坂ビル西館に入居していた。

#### ポロロッカ（POROROCA）
売場面積70坪〜170坪の小型店で、1995年（平成7年）に神戸市に1号店を開店し、同年8月16日に東京都足立区に一ツ家店を開店して関東地方に進出した。
2001年（平成13年）9月に経営破綻したマイカルから、2002年（平成14年）1月17日に株式会社ポロロッカの全株式を4.8億円で買収して傘下に入れ、2002年（平成14年）5月24日に代表取締役副社長を派遣した。
マルエツの傘下入り後は「フーデックス」との差別化のため、山手線内のオフィス街を中心とした地区に特化して出店することになり、2002年（平成14年）2月末までに郊外の不採算店10店を閉鎖した。
2005年（平成17年）6月10日に関西地区17店舗の営業を音通に譲渡すると共に、同年3月31日から7月15日に3店舗を閉店するなど20店舗の営業を終了した。
2007年（平成19年）12月1日にマルエツに吸収合併された。合併時点の資本金4.8億円。合併時点で小型スーパーマーケット22店を運営しており、店舗の名称としては吸収合併後も継続した。
しかしその後、売場面積165m2から500m2以上の小型店舗を「マルエツプチ」に統合することになったため、2010年（平成22年）4月時点で26店が営業していた「ポロロッカ」の店舗は「マルエツプチ」へ屋号を変更され、店名としても消滅することになった。

#### サンデーマート
2007年（平成19年）12月1日にマルエツに吸収合併し、テナント運営部門は吸収分割でマルエツ開発が引き継いだ。合併時点で小型スーパーマーケット26店を運営しており、店舗の名称としては吸収合併後も継続した。
2011年（平成23年）2月期末までに屋号の集約化を図った際には、売場面積650m2以上の店舗が「マルエツ」に統合することになったため、2010年（平成22年）4月時点で20店が営業していた「サンデーマート」の店舗は「マルエツ」へ屋号を変更することになった。

#### 魚悦（ディスカウント）
2010年（平成22年）12月18日、千葉県野田市にディスカウント業態1号店の「魚悦 川間店」を開店した。標準店の約60%の約6,300品目へ商品数を絞り込み、価格を標準店より約30%安くすることを目指した業態である。鮮魚専門店とは屋号が同じだが直接的な関連性はなかった。
3店舗展開していたが、川間店は2015年8月30日に閉店し撤退。残りの2店も2021年にマルエツへ業態変更し。豊春店（春日部市）は1月12日、浦和大久保店（さいたま市桜区）は1月16日をもって「魚悦」の屋号での営業を終了、それぞれ改装期間を経てマルエツとしてリニューアル。同業態の店舗は消滅した。

### 海外展開
2009年（平成21年）8月にラオックスを買収した中国の家電量販店大手企業である蘇寧電器と2012年（平成24年）9月に合弁会社・「丸悦（香港）」を設立し、同社が全額出資する中国現地法人が食品スーパーを 20店出店していくことになった。
中国現地法人は開業に際して大学卒を中心に約80人を正社員として採用し、日本国内の店舗よりさらに丁寧な日本流の接客を目指した。
その1号店として、2013年（平成25年）9月30日に江蘇省無錫市にある複合施設「蘇寧プラザ」内に「リンコス無錫蘇寧プラザ店」を開店した。

## 吸収合併したスーパーマーケット
- プリマート
- サンコー
- ポロロッカ

詳細は各記事を参照。

### サンデーマート
2007年（平成19年）12月1日にマルエツに吸収合併され、テナント運営部門は吸収分割によりマルエツ開発が引き継いだ。
サンデーマートは、合併時点で小型スーパーマーケット26店を運営しており、店舗の名称としては吸収合併後も継続した。合併時点の資本金は4.9億円。
2011年（平成23年）2月期末までに屋号の集約化を図った際には、売り場面積650m2以上の店舗が「マルエツ」に統合することになったため、2010年（平成22年）4月時点で20店が営業していた「サンデーマート」の店舗は「マルエツ」へ屋号を変更され、店名としても消滅することになった。

## 関連会社
- 株式会社日本流通未来教育センター

蕨市
ライフコーポレーションとの合弁によるスーパーマーケット関連の教育企業で、実習中心の研修を実施している。また、法規学習などの法令遵守（コンプライアンス）に関する研修も実施している。
当社とライフコーポレーションの社員教育業務受託以外に、他社の社員の研修も行う。
2003年（平成15年）4月から本格的に業務を開始した。
- 株式会社マーノ

東京都豊島区東池袋5-51-12、資本金1000万円（持株比率100%）、事務関連。
障がい者雇用の特例子会社。
- 株式会社マルエツ開発

東京都豊島区、資本金9500万円（持株比率100%）、不動産。
- 株式会社マルエツフレッシュフーズ：生鮮加工センター（神奈川県川崎市・埼玉県三郷市）での食品加工
- 株式会社食品品質管理センター：食品品質・衛生管理

### 過去の関連会社

#### 店舗運営
- 株式会社関東マルエツ（1992年（平成4年）6月設立[87] - 1996年（平成8年）2月末解散[87]）

首都圏外周の地方都市での大型スーパーマーケットをチェーン展開することを目的に設立され、阿見店と君津杢師店を運営していた。
解散に伴い、1996年（平成8年）3月以降はマルエツ本体が阿見店を運営することになった。
- 株式会社京葉マート - スーパーマーケット1店を運営していたが、競合激化による売上が落ち込みのため2001年（平成13年）3月に閉店し、2002年（平成14年）2月期決算で約1.97億円の債務超過に陥ったことから、2002年（平成14年）7月に解散することになった[159]。

#### 加工・配送
- マルエツ水産株式会社

蕨市、1983年（昭和58年）7月設立、資本金1000万円（持株比率100%）、鮮魚などの加工。
鮮魚などのプロセスセンターを兼ねた「白岡生鮮加工センター」は、1996年（平成8年）10月1日にダイエーロジスティックスシステムズに所有権などを移管すると共に、従業員も同社に移籍して業務委託された。
- マルエツミート株式会社

蕨市、1985年（昭和60年）6月設立、資本金1000万円（持株比率100%）、精肉などの加工。
精肉などのプロセスセンターを兼ねた「浦和加工センター」は、1996年（平成8年）10月1日にダイエーロジスティックスシステムズに所有権などを移管すると共に、従業員も同社に移籍して業務委託された。
- 協同配送株式会社

船橋市、1978年（昭和53年）4月設立、資本金2000万円（持株比率90%）、運送荷役。
1997年（平成9年）エステート開発と合併→マルエツ開発 

#### 販売
- 株式会社オートラママルエツ

蕨市、1984年（昭和59年）4月設立、資本金3000万円（持株比率100%）、自動車販売。
- 株式会社マリッシュ

衣料品販売事業の運営を行っていたが、1997年（平成9年）2月期に清算されることになった。
- 株式会社デンキワールド[要出典]

#### 飲食
- 株式会社アイディッシュ

レストランとピザの宅配という飲食店の運営を行っていたが、1997年（平成9年）10月30日に運営していたピザ宅配店全12店を閉店して同事業から撤退。レストラン3店は1998年（平成10年）1月1日付で当社が出資していた関係会社のデュオに営業譲渡して同事業からも撤退。
1998年（平成10年）2月20日で解散し、当社が特別損失約7億円を出す形となった。
- サークルジョイ

浦和市本太2-1-2、1987年（昭和62年）12月設立、資本金5000万円（持株比率40%）、レストラン。
- 株式会社アニーモ（解散時点の資本金3000万円[95]）

大森町店の3階〜5階に1994年（平成6年）4月1日に開設した「アニーモ大森」 など、フィットネスクラブ3店舗の運営を行っていたが、2001年（平成13年）2月末にダイエーオリンピックスポーツクラブに移管して解散することになった。
- 株式会社ピクニック

蕨市、1985年（昭和60年）11月設立、資本金1000万円（持株比率100%）、軽食などの外食事業。
外食事業の運営を行っていたが、1997年（平成9年）2月期にダイエーグループに移管して清算されることになった。

#### その他
- クローバ商事

浦和市、1986年（昭和61年）3月設立、資本金2800万円（持株比率100%）、保険代理店。
- リテイル情報システム株式会社

蕨市、1985年（昭和60年）4月設立、資本金3000万円（持株比率80%）、ソフトウェア開発。
- エステート開発株式会社
- 株式会社トマトスタンプ

2006年（平成18年）1月26日にパンダスタンプ販売（株）から社名を変更した。

## ネットスーパー・ECサイト
ネットスーパーとして「マルエツネットスーパー」を運営している。かつてはウェブサイト「食卓.jp」のシステムを使用しており、利用には「食卓.jp」の会員登録が必要であった。
その後、自社サイト（maruetsu.net）による「マルエツネットスーパー」へ移行した。
ユナイテッド・スーパーマーケット・ホールディングスの設立後は、カスミ・マックスバリュ関東との統合サイト「オンラインデリバリー (Online Delivery) 」を開設し、専用アプリもリリース。マルエツ単独のネットスーパーでカバーしていなかった地域へも配送網を広げている。
また、楽天市場内でもECサイト「マルエツふれあいショッピング」を運営している。こちらは宅配業者が配送するギフト商品などが中心で、基本的に全国配送が可能である。

## 不祥事

### マルエツ・ハローマート事件
1981年（昭和56年）、千葉県松戸市上本郷でハローマートが運営する「ハローエース上本郷店」は、新装開店セールにおいて集客効果の高い牛乳（1リットル入り紙パック、以下単に「牛乳」）を通常価格の178円から160円に値下げして販売した。近隣に所在する「マルエツ上本郷店」はこれに対抗し、通常価格178円の牛乳を156円で販売し、これによりマルエツ・ハローマートの両店による牛乳安売り競争が始まり、互いに利益を度外視して対抗的に値下げを繰り返した。その結果、両店では約3か月間にわたり牛乳1本100円（本数制限なしで2本目からは150円）で安売りされるに至った。なお、牛乳1本あたりの仕入れ価格はマルエツ上本郷店が155 - 158円、ハローエース上本郷店が157 - 160円であった。また当時の同地区での牛乳専売店での同等品の販売価格は190円から210円、仕入れ価格は185円であった。
公正取引委員会はマルエツとハローマートの牛乳値下げ競争を問題視し、「マルエツおよびハローマートのような、多種類の商品を取り扱う有力な小売業者がこのような廉売を行うことは、商圏内の牛乳専売店等を競争上きわめて不利な状況に置くものであり、事業活動を困難にするおそれがある」とし、私的独占の禁止及び公正取引の確保に関する法律（独占禁止法）で禁じられている不当廉売に当たるとして同法の規定に基づき審査を開始。これを受け、マルエツは同年11月4日から、ハローマートは同年11月6日から、それぞれ牛乳の安売りを中止した。
独占禁止法が禁じるところの不当廉売とは、「正当な理由なく、商品または役務をその供給に要する費用を著しく下回る対価で継続して供給し、その他不当に商品又は役務を低い対価で供給し、他の事業者の事業活動を困難にさせるおそれがあること」（一般指定6項）である。公正取引委員会は「マルエツ及びハローマートは、不当に低い対価をもって牛乳を供給したものであり、これは不公正な取引方法の旧一般指定5項（現6項）に該当し、独占禁止法第19条の規定に違反するものである」と審決した（公正取引委員会、昭和57年(勧)第四号および第五号、昭和57年5月28日勧告審決）。公正取引委員会はマルエツおよびハローマートに排除措置命令を出し「マルエツ（ハローマート）は、上本郷店が牛乳をその仕入価格を著しく下回る価格で販売していたがこの行為をやめたこと、今後、右行為と同様な行為を行わないことを、上本郷店の商圏内において牛乳を販売する事業者及び同商圏内に所在する一般消費者に周知徹底させなければならない」とした。
マルエツがこうした行為に及んだ背景として、同社本部は同年より競合店の存在により売上が特に低下した店舗を「政策変更店舗」に指定し、生鮮食料品を中心に値下げを行うことで集客と売上増を狙うこととしたが、それらの店舗にはマルエツ上本郷店も含まれていた。そのためハローエース上本郷店のリニューアルと新装セールにより顧客が流出することを危惧し、牛乳の廉売を行い値下げ競争を引き起こしたものである。
この事件は「マルエツ・ハローマート事件」と呼ばれ、小売業における食料品の不当廉売に対し法的措置の取られた事例として、重要な判例とされている。

## 付記
- 閉店時間の曲は「Somewhere Out There（アメリカ物語のテーマ曲）」、歌：Linda Ronstadt and James Ingram。[要出典]現在マルエツの各店舗をはじめ、マルエツグループの各店舗には、閉店時間10分前から閉店時間まで「まもなく閉店します。」とアナウンスされるとともに、上記の曲が流れる（24時間営業の店舗では上記の曲は流れない）。[要出典]
- 毒蝮三太夫のミュージックプレゼント - TBSラジオ、大沢悠里のゆうゆうワイド→ジェーン・スー 生活は踊る内で放送。2007年4月から2012年3月まで番組スポンサー（エーザイと共同）。火曜日のみ「マルエツミュージックプレゼント」として10時半ごろからマルエツ店舗より生中継していた。
- テレビ朝日 - 長年にわたり「マルエツ・テレビ朝日 わくわくキャンペーン」を実施。